# Macate (distrito do Peru)
O Distrito peruano de Macate é um dos treze distritos que forman a Província de Santa, situada em Ancash, pertenecente a Região de Ancash.

## Transporte
O distrito de Macate é servido pela seguinte rodovia:
- PE-12, que liga o distrito à cidade de Santa
- PE-3N, que liga o distrito de La Oroya (Região de Junín) à Puerto Vado Grande (Fronteira Equador-Peru) no distrito de Ayabaca (Região de Piura)
- AN-103, que liga a cidade de Chimbote ao distrito de Mato[2][3][4]